# Europalia
 (janvier 2025).
La mise en forme du texte ne suit pas les recommandations de Wikipédia : il faut le « wikifier ».
Les points d'amélioration suivants sont les cas les plus fréquents :
- Les titres sont pré-formatés par le logiciel. Ils ne sont ni en capitales, ni en gras.
- Le texte ne doit pas être écrit en capitales (les noms de famille non plus), ni en gras, ni en italique, ni en « petit »…
- Le gras n'est utilisé que pour surligner le titre de l'article dans l'introduction, une seule fois.
- L'italique est rarement utilisé : mots en langue étrangère, titres d'œuvres, noms de bateaux, etc.
- Les citations ne sont pas en italique mais en corps de texte normal. Elles sont entourées par des guillemets français : « et ».
- Les listes à puces sont à éviter, des paragraphes rédigés étant largement préférés. Les tableaux sont à réserver à la présentation de données structurées (résultats, etc.).
- Les appels de note de bas de page (petits chiffres en exposant, introduits par l'outil «  Source ») sont à placer entre la fin de phrase et le point final[comme ça].
- Les liens internes (vers d'autres articles de Wikipédia) sont à choisir avec parcimonie. Créez des liens vers des articles approfondissant le sujet. Les termes génériques sans rapport avec le sujet sont à éviter, ainsi que les répétitions de liens vers un même terme.
- Les liens externes sont à placer uniquement dans une section « Liens externes », à la fin de l'article. Ces liens sont à choisir avec parcimonie suivant les règles définies. Si un lien sert de source à l'article, son insertion dans le texte est à faire par les notes de bas de page.
- La présentation des références doit suivre les conventions bibliographiques. Il est recommandé d'utiliser les modèles {{Ouvrage}}, {{Chapitre}}, {{Article}}, {{Lien web}} et/ou {{Bibliographie}}. Le mode d'édition visuel peut mettre en forme automatiquement les références.
- Insérer une infobox (cadre d'informations à droite) n'est pas obligatoire pour parachever la mise en page.

Pour une aide détaillée, merci de consulter Aide:Wikification.
Si vous pensez que ces points ont été résolus, vous pouvez retirer ce bandeau et améliorer la mise en forme d'un autre article.
 (janvier 2025).
Si vous disposez d'ouvrages ou d'articles de référence ou si vous connaissez des sites web de qualité traitant du thème abordé ici, merci de compléter l'article en donnant les références utiles à sa vérifiabilité et en les liant à la section « Notes et références ».
Europalia (écrit europalia depuis 2023) est un festival des arts international organisé tous les deux ans à Bruxelles. Chaque édition met en lumière le patrimoine culturel et la scène artistique d’un pays invité, mais a également, à quelques occasions, célébré un thème plutôt qu’un pays. Europalia a été créé afin de présenter l’art et la culture des pays européens au cœur même de l’Europe. Toutefois, depuis 1989 et l’édition dédiée au Japon, le festival a également invité des pays non européens. La toute première édition en 1969 était consacrée à l’Italie. 

## Généralités
Le mot europalia est une contraction d’« Europe » et « opalia », une fête religieuse romaine qui était célébrée à la mi-décembre en l’honneur d’Ops, déesse de la terre et de la fertilité. C’est aussi de son nom qu’est issu le mot latin opus, désignant une œuvre d’art.
Quatre mois durant, traditionnellement à partir d’octobre, europalia s’associe à un vaste réseau de partenaires culturels (musées, salles de théâtre ou concerts et autres lieux) pour présenter des projets artistiques et socioculturels dans le domaine des arts visuels, des arts de la scène, du cinéma, de la musique, de la littérature, ainsi que des rencontres et des débats. Depuis quelques années, les créations et résidences artistiques occupent une place essentielle au sein du programme multidisciplinaire consacré tant au patrimoine qu’à la scène contemporaine du pays invité. 
Si l’événement d’ouverture se déroule à Bruxelles, le programme se déploie également dans d’autres villes belges comme Liège et Anvers. D’autres villes européennes (aux Pays-Bas, en France, au Luxembourg ou encore en Allemagne) ont par ailleurs accueilli des événements europalia par le passé. 
Le coût du festival est réparti entre la Belgique et le pays invité. Europalia est entre autres soutenu par les gouvernements fédéral, régionaux et communautaires de Belgique.
Le prochain festival, programmé en 2025, est Europalia España.

## Les éditions

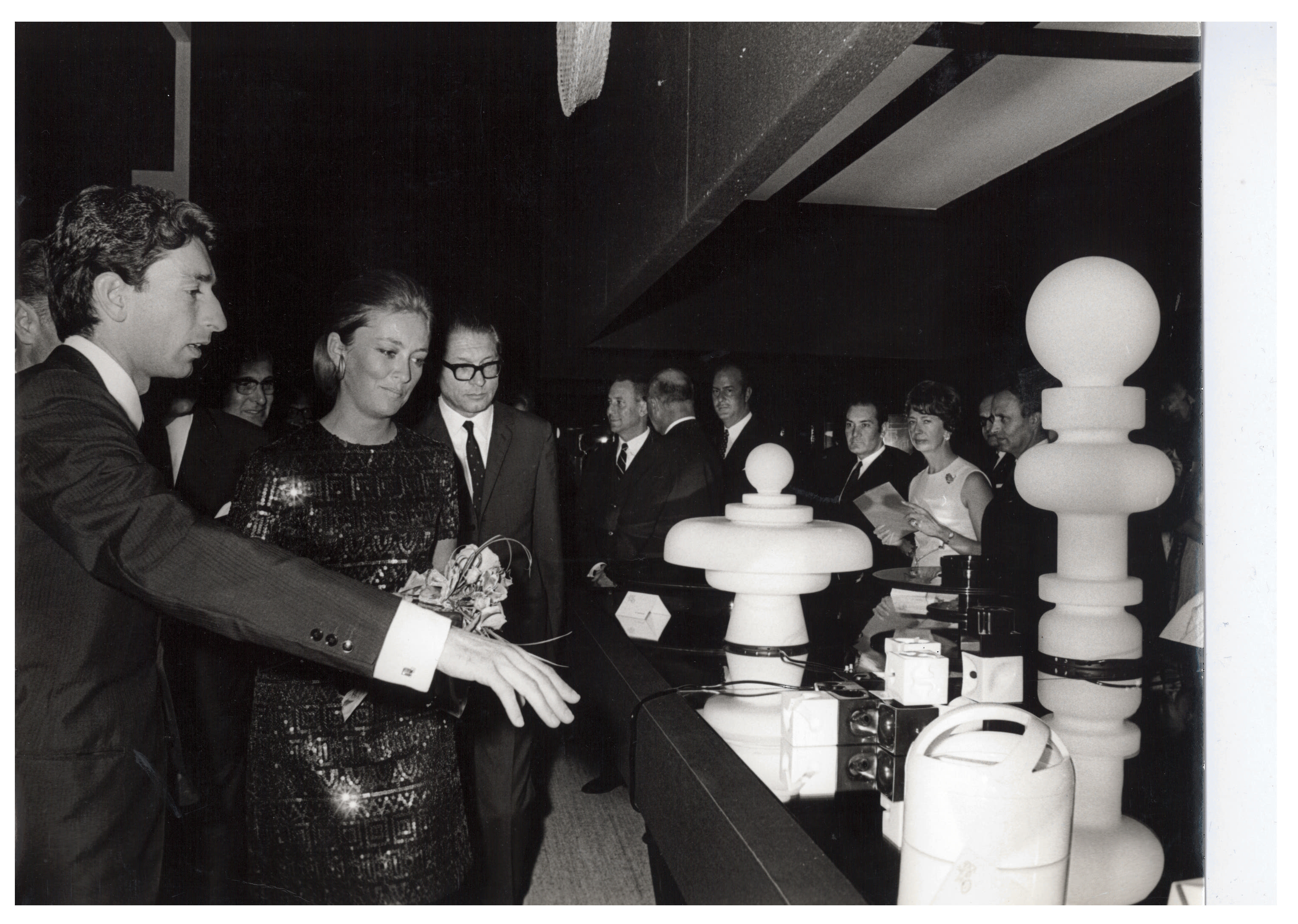
Europalia Italia 1969

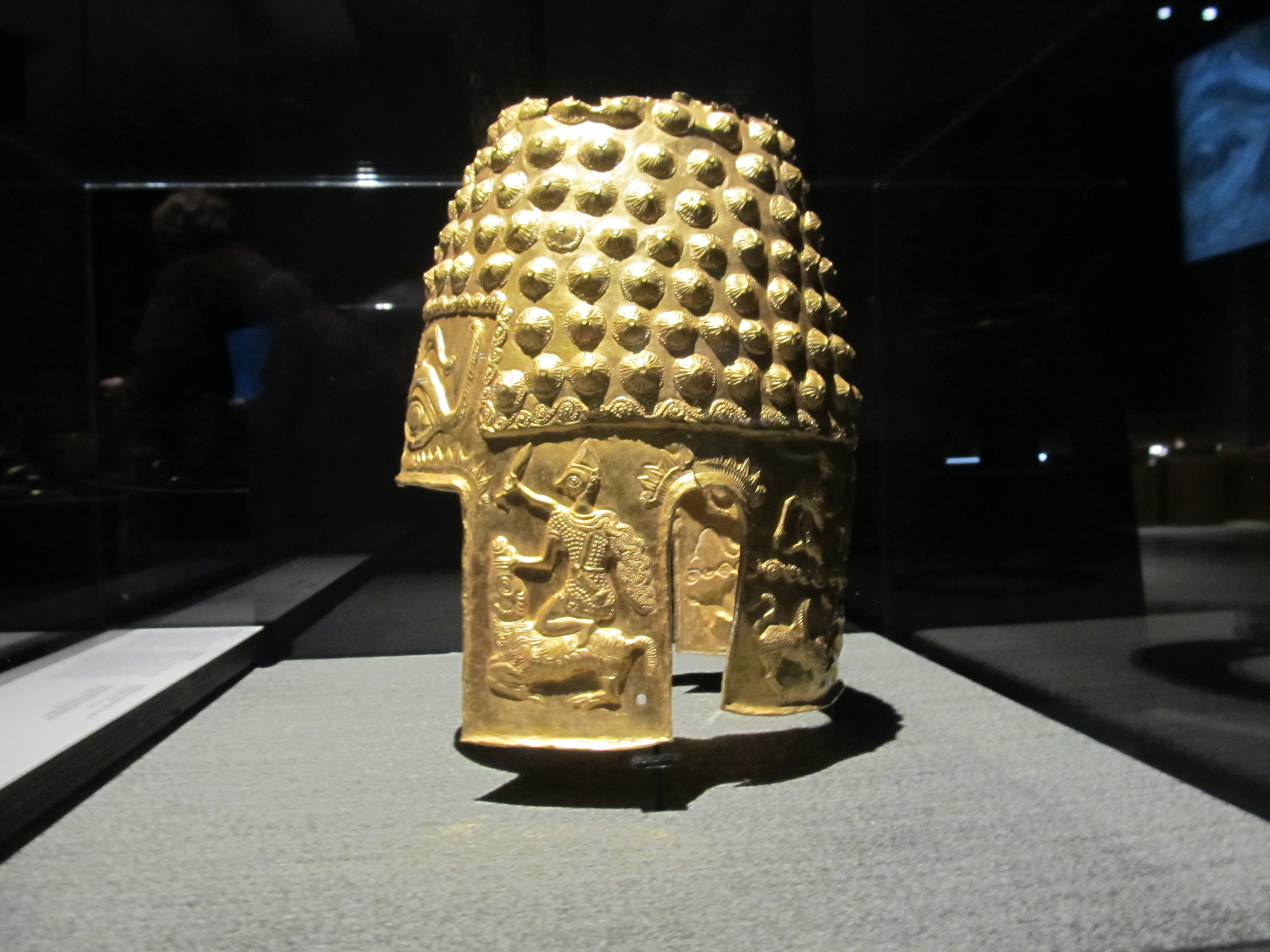
Europalia Romania 2019

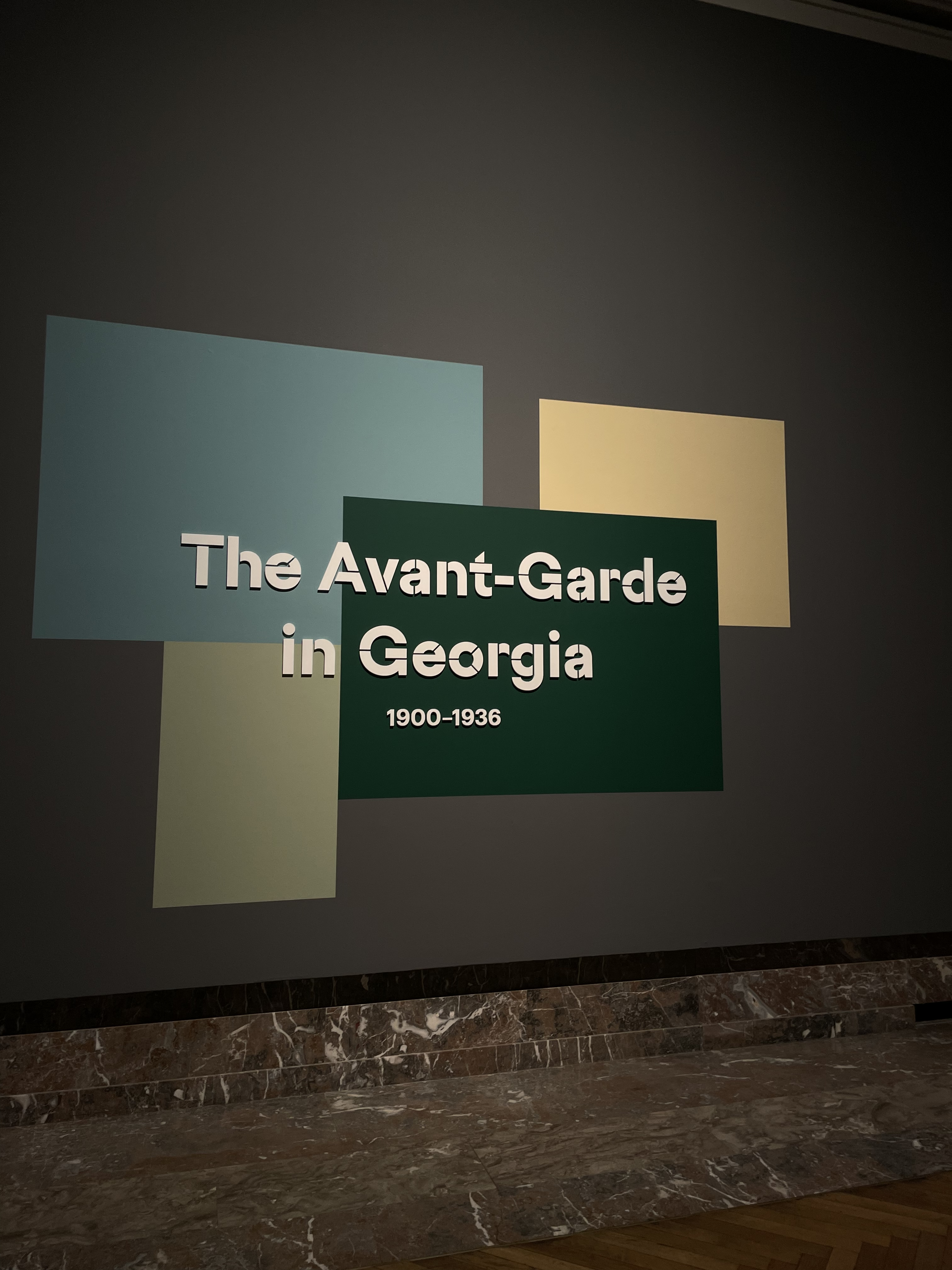
europalia georgia 2023

- 1969 Italie
- 1971 The Netherlands
- 1973 Great Britain
- 1975 France
- 1977 Allemagne
- 1980 Belgique
- 1982 Greece
- 1985 Espagne
- 1987 Autriche
- 1989 Japon
- 1991 Portugal
- 1993 Mexico
- 1996 Victor Horta
- 1998 Czech Republic
- 1999 Hungary
- 2000 Brussels
- 2001 Pologne
- 2002 Bulgaria
- 2003 Italy
- 2005 Russia
- 2007 EU-27
- 2009 Chine
- 2011 Brésil
- 2013 Inde
- 2015 Turquie
- 2017 Indonesia
- 2019 Roumanie
- 2021 Trains & Tracks
- 2023 Georgia
- 2025 Espagne